# Gagea commutata
Gagea commutata là một loài thực vật có hoa trong họ Liliaceae. Loài này được K.Koch miêu tả khoa học đầu tiên năm 1849.